# 杜布拉夫卡河 (斯維恰河支流)
杜布拉夫卡河（烏克蘭語：Дубравка），是烏克蘭的河流，位於該國西部，屬於斯維恰河的右支流，發源自科爾奇夫卡以南，流經利沃夫州，河道全長10公里，流域面積20平方公里。